# Haruhisa Hasegawa
Haruhisa Hasegawa (jap. 長谷川 治久 Hasegawa Haruhisa; ur. 14 kwietnia 1957) – japoński piłkarz, reprezentant kraju.

## Kariera klubowa
Od 1980 do 1987 roku występował w klubie Yanmar Diesel.

## Kariera reprezentacyjna
W reprezentacji Japonii zadebiutował w 1978. W reprezentacji Japonii występował w latach 1978–1981. W sumie w reprezentacji wystąpił w 15 spotkaniach.

## Statystyki
| Reprezentacja Japonii | Reprezentacja Japonii | Reprezentacja Japonii |
| Rok                   | Mecze                 | Gole                  |
| --------------------- | --------------------- | --------------------- |
| 1978                  | 4                     | 0                     |
| 1979                  | 1                     | 0                     |
| 1980                  | 9                     | 4                     |
| 1981                  | 1                     | 0                     |
| Razem                 | 15                    | 4                     |